# 육군사관학교 하계군사훈련
육군사관학교의 하계 군사훈련은 미래 정예 장교가 되기 위한 육군사관학교 생도들의 혹독한 훈련기로 기본전투기술과 소부대 전투지휘능력 및 병 지도능력 구비를 목표로 6주간 실시한다.
학년별 수준과 과목 특성을 고려하여 육군훈련소, 부사관학교, 특수전학교, 육군보병학교에서 위탁교육을 실시하며,
생도 주도 참여형 교육을 통해 훈련내용을 숙달할 뿐만 아니라 교관 수준의 지도능력을 갖추게 된다.
또한 병영생활 및 부사관 체험을 통해 군대 저변을 체감하고 한반도 전구 체험훈련 및 국토순례를 통해 분단국가의
아픔을 느끼고 우리 국토의 소중함을 실감하게 한다.

## 학년별 교육내용
| 구분  | 내용                               | 내용                                                              |
| ----- | ---------------------------------- | ----------------------------------------------------------------- |
| 1학년 | 육군훈련소                         | ㆍ 병과소개, 장병 기본훈련, 편제화기 및 장비 교육                 |
| 1학년 | 동부군단, 울릉도 및 독도           | ㆍ 병영생활 체험, 한반도 전구 체험훈련, 국토순례                  |
| 2학년 | 보병학교, 부사관학교               | ㆍ 편제화기 및 장비교육, 독도법, 분대전투, 개인화기사격           |
| 2학년 | 중부군단, 제주도                   | ㆍ 병영생활 체험, 한반도 전구 체험훈련, 국토순례                  |
| 3학년 | 육군사관학교, 부사관학교, 보병학교 | ㆍ 개인화기사격, 독도법, 미래무기체계, 임관종합평가, 중·소대 전술 |
| 3학년 | 서부군단, 백령도                   | ㆍ 병영생활 체험, 한반도 전구 체험훈련, 국토순례                  |
| 4학년 | 육군사관학교                       | ㆍ 군사연구보고서 작성 / 팀 프로젝트                              |
| 4학년 | 각 병과학교 및 야전부대            | ㆍ 도전형 군사훈련 프로그램                                       |

### 1학년

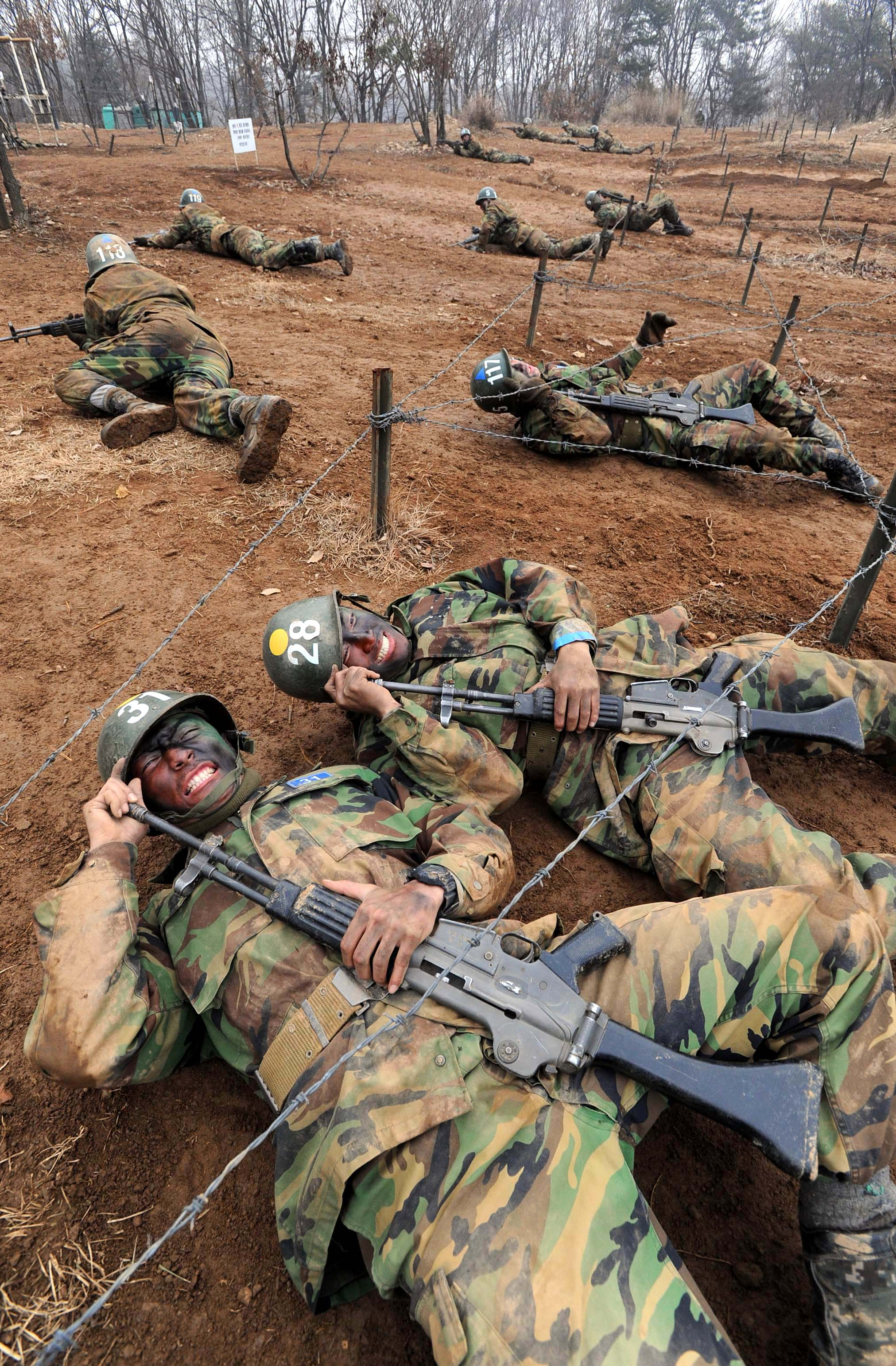
각개전투

1학년 생도를 대상으로 하는 육군사관학교 하계 군사훈련은 육군훈련소에서 진행한다. 생도에서 군인으로 성장하는 처음으로 제대로 된 과정이다. 각개전투교육은 3일간 진행이 되고 엎드려 쏴와 같은 기초 동작들을 응용해서 장애물을 극복하고 지형지물을 활용하는 실습을 진행한다. 기동 - 적 기습 사격 - 대응 사격 - 적에 대한 재경계(적 포탄 낙하 등 추가적 위험 상황 제시) 훈련을 통해 이론과 실전을 함께 겸비하고 올바른 판단력과 강한 전투력을 기를 수 있다. 장애물 담벼락이라든지 나무 등 개인이 이동할 때 은,엄폐를 어떻게 해야 되는지 몸으로 익히는 연습 이외에도 편제화기 및 장비를 배우고 사격 훈련을 진행한다. 강인한 전사 기질과 불굴의 군인정신을 키운다.

#### 병영체험활동
병영체험활동은 미래의 정예장교가 될 육군사관학교의 생도들이 야전에 있는 부대에 방문하여 실제 야전의 병영생활을 체험해보는 활동이다. 이를 통해 용사들의 일과와 생활 등을 이해하게 해주고, 앞으로 정예장교로서 용사들을 어떻게 지휘하고 통제할 것인지에 대해 생각하게 해주는 의미있는 활동이다.

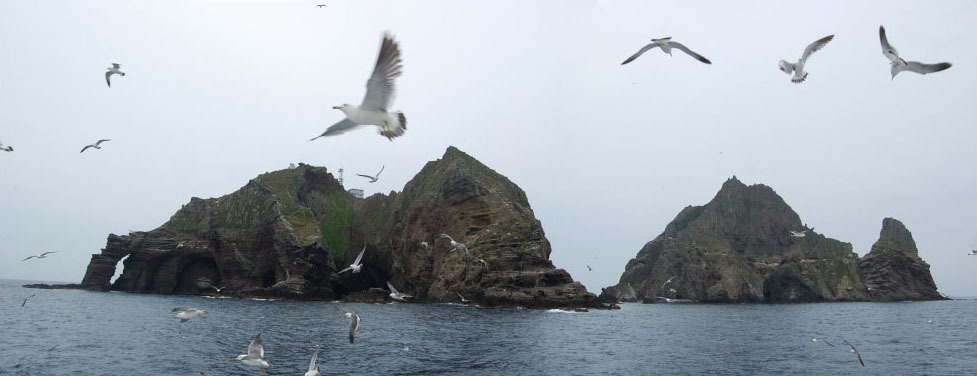
독도

#### 수류탄 훈련
수류탄 훈련은 수류탄을 투척하는 것과 그에 관한 상황을 교육 받는 훈련이다. 크게 수류탄 투척 훈련과 수류탄 대처 훈련으로 나누어 볼 수 있다.

##### 수류탄 투척 훈련
수류탄 투척 훈련은 말 그대로 수류탄 투척을 연습하는 훈련이다. 세열수류탄의 살상범위가 10~15m이기 때문에 사격훈련을 능가하는 굉장히 위험한 훈련 중 하나이다. 2014년 9월 포항의 해병대 교육훈련단에서 수류탄 폭발 사고로 훈련병 1명이 숨지고 교관 등 2명이 다쳤고, 1년 뒤엔 대구 육군 50사단 신병교육대대에서 같은 사고가 일어나 교관 한 명이 숨지고 훈련병 등 2명이 다쳤다. 이에 투척훈련은 실 수류탄을 사용하지 않다가 2019년부터 다시 실 수류탄 투척을 진행하게 되었다  실 수류탄을 투척하기 전 모의수류탄 투적 훈련을 통해 15m 이상 던지지 못하거나 모의수류탄 교장에서의 조건을 통과하지 못하면 실 수류탄 투척 훈련은 열외하게 된다. 수류탄 투척의 통제 구령을 다음과 같다.
- 수류탄 인계 
- 표적확인 
- 안전클립 제거 
- 안전핀 뽑고, 던져 
- 표적확인 

##### 수류탄 대처 훈련
수류탄 대처 훈련은 수류탄 투척 도중에 실수를 하여 벌어지는 여러 가지 상황에 대응하는 훈련이다. 대표적으로 호 밖에 수류탄 상황 / 호 안에 수류탄 상황에 맞춰 훈련을 실시한다.
• 호 밖에 수류탄 : 수류탄을 던지는 과정에서 갑자기 실수로 호 밖에 수류탄을 떨어뜨린 경우이다. 안전핀 뽑은 상태에서 수류탄을 던지려고 하는 찰나 갑자기 수류탄이 밖으로 떨어진 과정으로, 이때는 얼른 호 안으로 들어가서 몸을 엎드려 얼굴 주변의 신체 기관들을 최대한 보호해야 한다. 또한 교관은 엎드린 교육생 위에 엎드려, 교육생을 보호한다. 
• 호 안에 수류탄 : 수류탄을 던지는 과정에서 갑자기 실수로 호 안에 수류탄을 떨어뜨린 경우이다. 역시 안전핀 뽑은 상태에서 수류탄을 던지려고 하는 찰나 갑자기 수류탄이 안으로 떨어진 과정으로, 이때는 얼른 호 밖으로 나가서 몸을 엎드려 얼굴 주변의 신체 기관들을 최대한 보호해야 한다.또한 교관은 엎드린 교육생 위에 엎드려, 교육생을 보호한다.

#### 각개전투 훈련

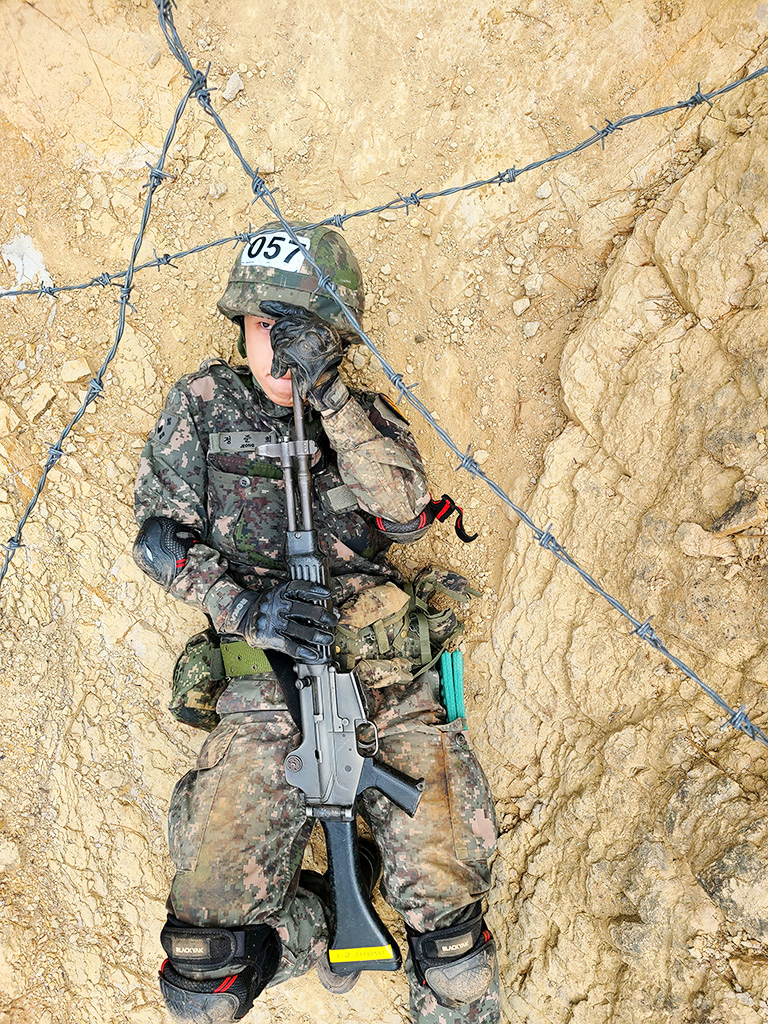

각개 전투훈련은 기초군사훈련의 한 코스로서 분대단위 전술훈련에 해당한다. 각개 전투의 목적은 병사 개개인이 차례대로 혹은 분대 혹은 소대 단위로 약진과 포복을 병행해 적진까지 접근해 적(적군 그림이나 타이어, 대항군 등)을 가격 혹은 찌르거나 목표(고지)를 점령하는 것으로, 이를 달성하기 위한 모든 요소들을 포함한 것을 칭한다. 대략적으로 1개의 분대에서 분대장 조와 부분대장 조로 나누어 1개의 조가 먼저 약진과 포복을 이용하여 이동하고 나머지 1개의 조는 이동하는 조를 엄호한다. 이동하는 도중에 장애물 극복, 화생방 상황, 적의 기습사격, 작 포탄 낙하, 적 항공기 출현 등 여러 가지 상황이 부여되어 분대의 전술적 이동과 상황 대처 능력을 평가하는 훈련이다. 훈련소에서는 총 5주간의 교육훈련 기간 동안 정신전력교육, 인성교육 등 영내훈련과 제식, 개인화기 사격, 수류탄 투척 등 영외훈련을 실시한다. 마지막 주인 5주차에 실시하는 각개전투와 20㎞ 행군은 대부분의 훈련병들이 체력적·정신적으로 가장 힘들어하는 주차이다

#### 국토순례
육군사관학교 1학년 생도는 울릉도, 독도로 국토순례를 간다. 울릉도와 독도에서 우리나라의 역사를 배우고 우리 국토의 소중함을 실감한다.

### 2학년

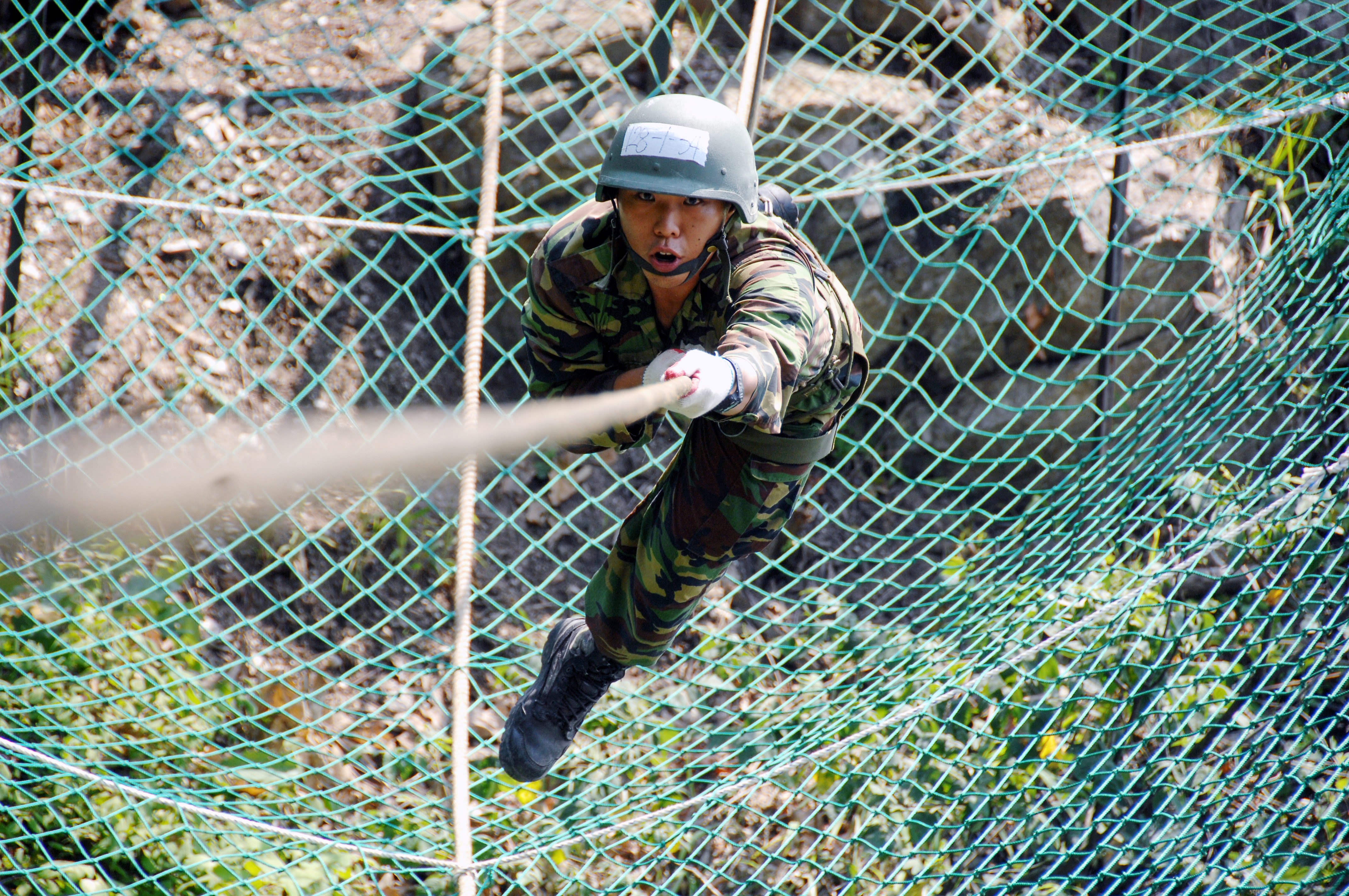
유격훈련

2학년 생도를 대상으로 하는 육군사관학교 하계 군사훈련은 부사관학교에서 진행한다. 부사관학교에서는 분대전투기술과 전투지휘 능력 숙달에 중점을 두고 분대공격 훈련을 진행한다. 적 포탄 낙하 시, 적과 접촉 시, 참호 진입 후 소탕까지 총 3단계로 이루어져 있다. 분대 단위를 중심으로 훈련하여 주어지는 상황과 그 이후의 상황에 적절하게 대처하는 능력과 분대 단위에 대한 이해력를 기를 수 있다. 부사관학교에서 교육, 실습 그리고 평가를 통해 실전적인 경험을 쌓고 전우애와 팀워크를 발휘할 수 있다.

#### 전투 부상자 처치 훈련

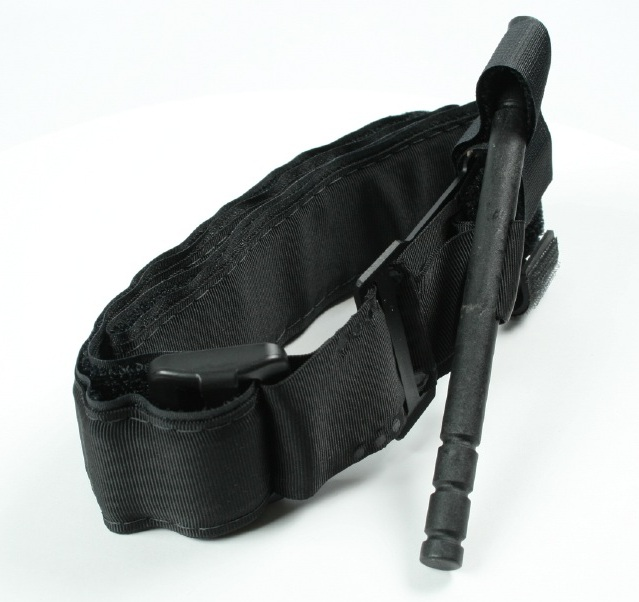
지혈대

2학년 생도는 전투 시 발생할 수 있는 부상을 처치하기 위해 전투 부상자 처치 훈련을 한다. 구체적인 평가기준을 통해 지혈대, 응급지혈거즈, 개인압박붕대 사용법과 교전중 응급처치와 전술적 현장 처리를 평가 받는다. 실제 전투 상황과 유사하게 팀별로 훈련을 진행하고 교관이 여러 상황을 하달하면 분대장과 부분대장의 지휘 아래 적절하고 신속하게 전투 부상자를 처치한다. 이 훈련을 통해 지휘 능력과 전투 대처 능력을 기를 수 있다.

#### 개인화기 훈련
개인화기 훈련은 총 3일로 나뉘어 1일차 영점사격, 2일차 기지거리사격, 3일차 임관종합평가, 전투사격으로 진행된다. 1일차 영점사격은 크게 3개의 그룹으로 나누어 영점사격, 사격술 예비훈련 그리고 사격술 지도 능력 실습을 순환적으로 교육한다. 사격술 지도 능력 실습 같은 경우 4인 1조로 1명이 교관역할을 수행해 지도 능력을 배운다. 2일차 기지거리 사격은 1일차 영점사격과 마찬가지로 3개 그룹으로 나누어 순환한다. 20발 모두 맞춘 만발인원을 제외하고 전원 1회 사격 실시 후 미달자만 재사격을 한다. 14발 이상 미달 시 임관종합평가 대상자로 분류되고 계속해서 사격한다. 학년 기준인 16발 이상을 맞추지 못한 인원도 계속해서 재사격한다. 3일차 임관종합평가 및 전투사격 훈련은 오전에 임관종합평가 사격을 진행한다. 대상자가 없을 시 바로 전투사격 훈련을 진행하여 전인원이 기본 1회씩 사격을 진행하고, 필요하다 판단 시 2회까지 사격을 한다.

#### 독도법 훈련
독도법 훈련은 지도 판독과 방향 감각을 목표로 한다. 나침반 명칭 및 기능을 이해하고 좌표 척/각도기를 사용할 줄 아며, 지도 이해와 군대부호 분류, 도식, 부대/화기 부호를 숙지하고 있어야 가능하다.  이를 위해 독도법 1일차에는 8시간의 강의를 통해 생도들이 위의 지식을 갖출 수 있도록 한다. 2일차에는 야외 실습 및 평가가 진행된다. 오전에 교관의 인솔 및 안내를 받은 야지를 오후에 동일한 경로로 평가한다. 교관이 표적 3개를 제시하고 3명으로 이루어진 팀 내에서 1명씩 주도적으로 문제를 해결한다. 마지막 인원이 문제를 제출하는 시간을 도착시간으로 인정한다. 3일 차에는 야지가 아닌 산악에서 이루어진다. 2일차와 동일한 과정을 통해 평가를 진행하는데 각 팀은 전날에 계획을 수립하고 3시간이라는 제한시간 안에 도달해야 한다. 4일차에는 하위 10%를 대상으로 임관종합평가를 진행한다. 오전에 산악평가를 동일하게 진행하고 오후에 지도정치, 나침반, 위치결정법을 재평가한다.

#### 국토순례

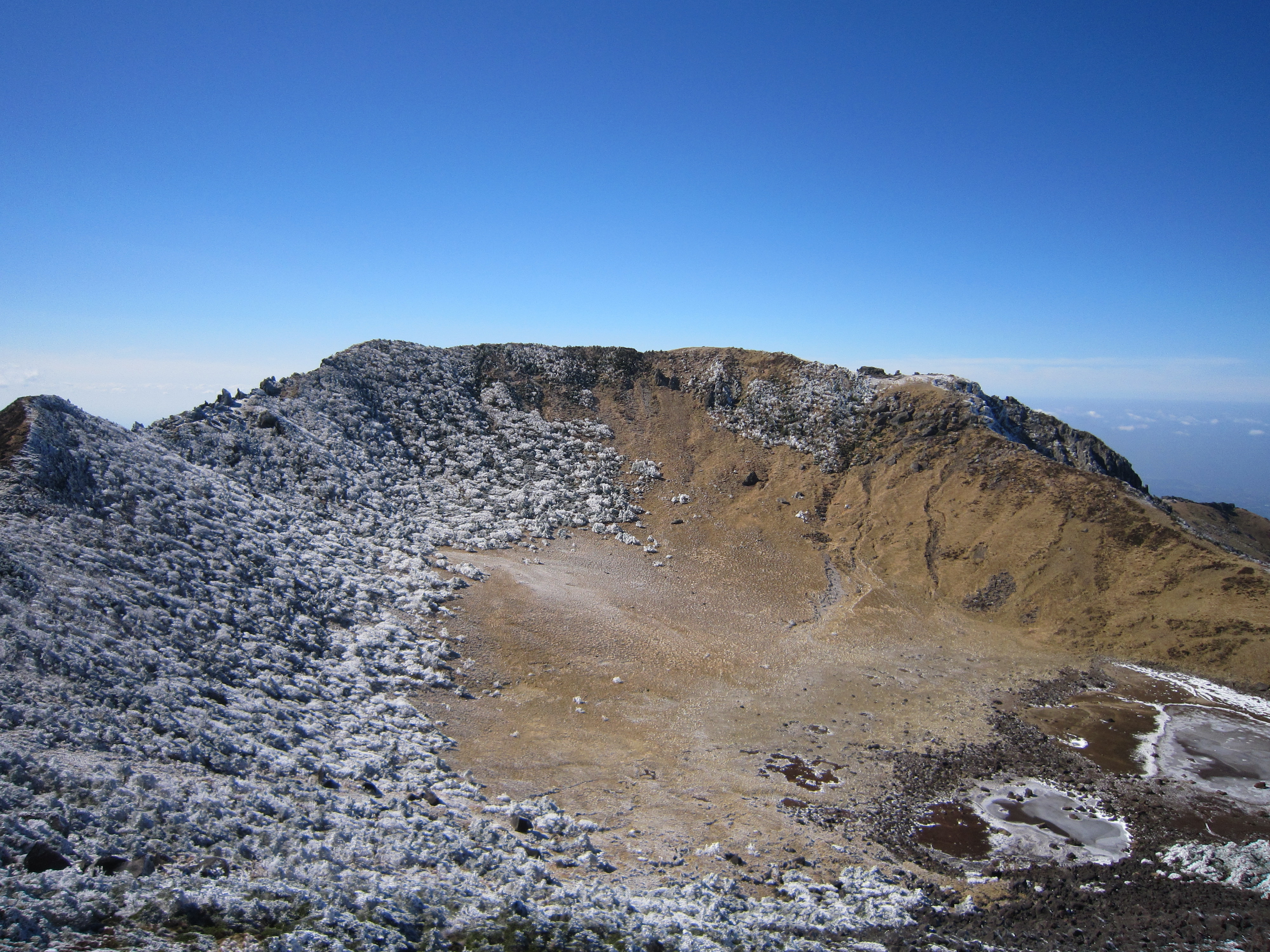
한라산 백록담

육군사관학교 2학년 생도는 제주도로 국토순례를 간다. 제주도에서 2학년 생도는 한라산을 등반, 몽골항쟁 유족지 방문을 하며 하루 정도 자유시간을 가지며 제주역사와 경관 및 생태 등의 남다름을 느낄 수 있다.

##### 한라산 등반
자연유산이자 천연보호구역인 한라산 등반을 통해 우리 국토의 소중함을 느끼고 역사를 배울 수 있다. 한라산 정상에 있는 백록담에 올라가 잘 보존된 순상화산의 원지형과 학술 가치가 크고 빼어난 경관을 직접 볼 수 있다.

##### 자유시간
2학년 생도는 하루 정도 자유시간을 가지는데 자유시간을 통해 그동안 훈련으로 쌓였던 피로를 풀고 먹고 싶은 음식을 사 먹을 수 있다. 

##### 몽골항쟁 유적지
고려시대 삼별초에 의한 마지막 항몽(抗蒙) 유적지인 몽골항쟁 유적지에 방문해 국가의 주체성과 자주성을 밀도 있고, 생생하게 느낄 수 있다. 제주의 항몽유적·유물은 13세기 당시의 보존도가 높아 고고학·미술사적 관점에서 의미가 자못 큰 만큼, 13세기 고려의 역사문화를 생생히 해명하는 역사적 자료로서의 가치도 높다. 몽골항쟁 유적지 방문을 통해 2학년 생도는 제주 항몽유적의 분포상 그리고 국제적, 국가적 관점을 키울 수 있다.

### 3학년

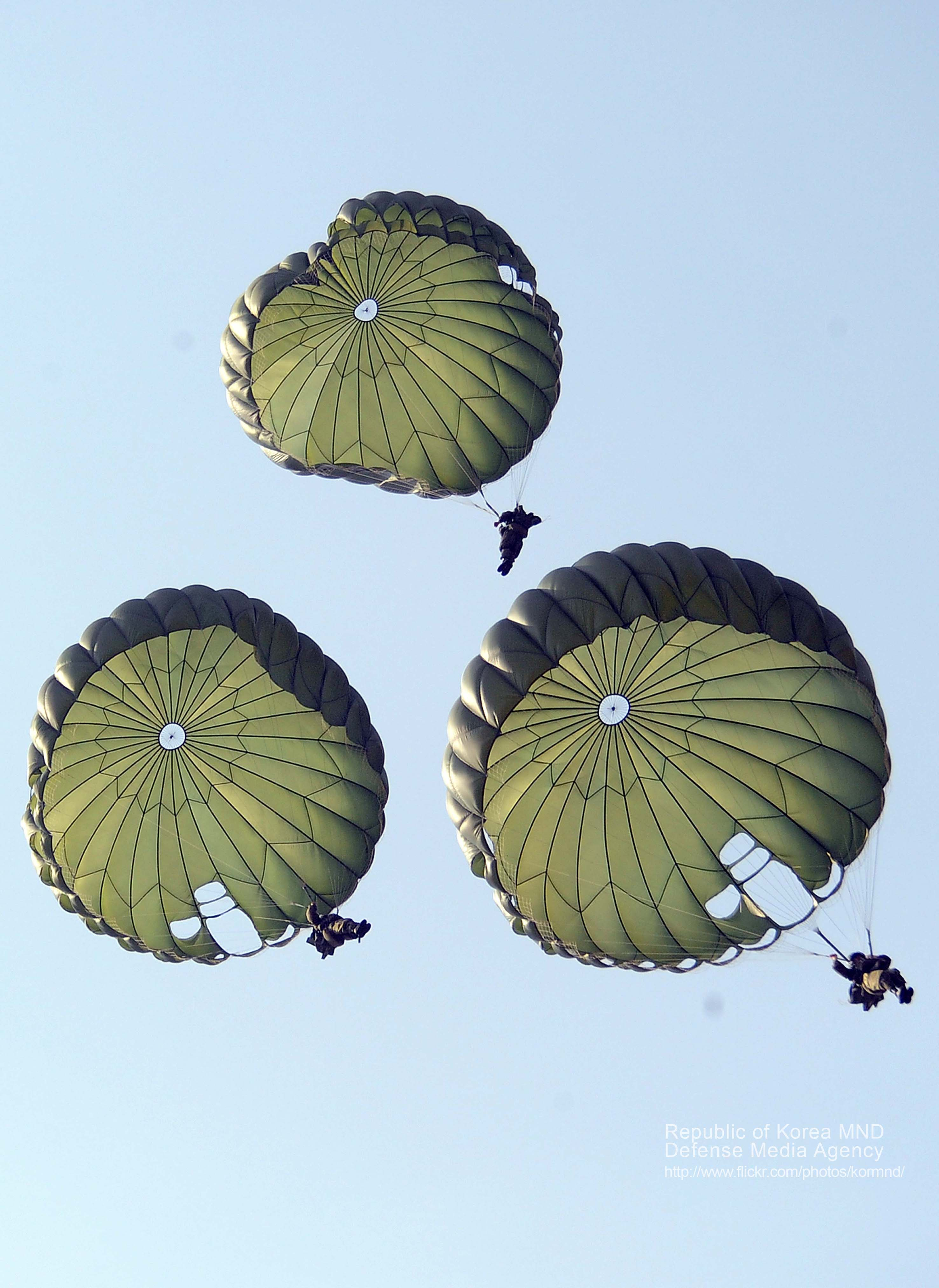
공수훈련

3학년 생도를 대상으로 하는 하계군사훈련은 주 훈련인 공수훈련을 비롯해 사격, 과학화 전술, 북한군 전술, 국토순례 등 여러 훈련을 수행한다.
공수지상훈련은 특수전학교에서 여러 다양한 코스를 통해 진행된다. 3학년 생도들은 교관의 교육 아래 어느 것 하나 중요하지 않은 것이 없는 항공기 이탈까지의 모든 절차를 세밀하게 여러 번 반복해서 숙달한다. 강하자가 항공기를 이탈한 순간부터 앞꿈치가 지면에 닿기 전까지 공중에서 이루어지는 모든 제반 동작을 연습한다. 생도들은 훈련을 통해 안전지역으로 갈 수 있도록 좌, 우측으로 공중 이동할 수 있어야 하며 통제탑에서 해주는 방송을 듣고 그대로 움직여서 안전하게 땅에 닿을 수 있어야 한다. 공중에서는 어떤 사고가 일어나면 본인이 직접 해야 되기 때문에 우발 상황과 비상착지법 등을 병행해서 같이 훈련한다. 강한 체력과 정신력이 요구되는 훈련이다.

#### 소부대 과학화 전술훈련
소부대 과학화 전술훈련은 육군사관학교의 소부대 과학화 전술훈련장에서 실시한다. 이 시설은 2022년 4월 28일 개소하여, 당 해 3학년 하계군사훈련의 훈련장으로 처음 사용되었다. AR·VR 기술을 적용한 가상현실 기반의 실전적인 훈련 시스템이 구축되어 있고, 정밀사격훈련과 분대급 쌍방 공격 및 방어훈련, 소대급 전술훈련 등 다양한 실전적 훈련을 수행한다. 3학년 교육대를 1중대와 2중대로 나누어, 과학화 전술훈련과 실거리 사격 훈련을 번갈아 실시한다.

#### 공수훈련
공수훈련은 여러 부대들을 대상으로 특수전학교에서 실시하는 전문적인 훈련이다. 총 3주 과정으로 이루어져 있다. 1, 2주차는 지상훈련, 그리고 마지막 3주차는 직접 강하하는 자격 강하 훈련이다.
공수지상훈련은 실제 강하 상황을 대비한 여러 자세를 몸이 기억하도록 연습하는 훈련이다. 착지 자세,  공중동작 자세, 모형문을 활용한 연습 세가지로 나누어 실시한다.

##### 착지자세
기본적인 자세를 배우는 것부터 시작해 단계별로 난이도를 높이며 훈련을 시행한다. 무릎앉아 회전 착지, 2명 1개조에 의한 착지, 제자리 지면 착지 방법을 먼저 익힌다. 그 후 2ft 높이의 모형에 제자리 서서 뛰어내리며 측면, 전면, 후면에 대한 각각의 좌, 우측 착지 연습을 한다. 숙달된 경우 4ft 높이에서 반복 연습하고, 다음 단계로 달리면서 4ft에서 뛰어내리는 러닝 착지 훈련을 한다. 이동식 착지까지 모두 익힌 후 모형 탑에서 배운 자세를 계속 반복 시행하면서 종합 숙달한다.

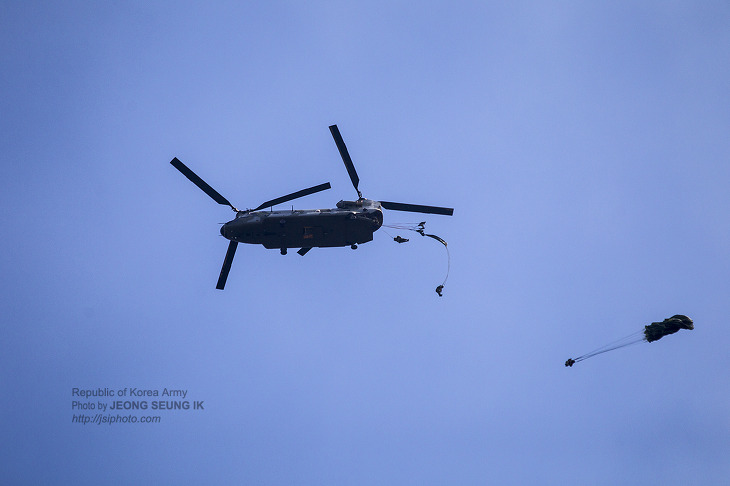
공수훈련

##### 공중동작
공중동작은 강하 시 낙하 도중 강하자에게 발생하는 여러 상황들에 대비해 익혀두는 동작들이다. 진동 중 공중이동 훈련을 통해 실시하는데, 진동환이라는 장치에 몸을 매달아 공중에서 방향전환 연습 및 기능고장 시 조치 연습을 한다. 또한 방송통제 및 풍향기에 대한 교육을 받고, 낙하 중 발생하는 여러 우발상황들의 조치 요령을 배운다. 긴급한 상황을 상정한 비상 착지법도 실습을 통해 익힌다. 마무리 단계로 모형 탑에서 무장 분리법을 병행한 반복 시행으로 종합 숙달한다.

##### 모형문
실제 상황을 상정해 항공기의 문의 모형으로 뛰어내리는 동작을 시뮬레이션 해볼 수 있도록 하는 훈련이다. 항공기의 좌 우측 문에서 뛰어내리는 지상기초 동작을 숙달하고, 기체내 제반동작에 대해서 배운다. 그 후 좀 더 전문적으로 C-130H, CH-47D, CN-235M 각각 항공기에서의 기체내 행동과 강하 및 이탈 방법에 대해 배운다. 기구 강하 방법까지 모두 배운 후 모형탑으로 항공기별 이탈 방법을 종합적으로 반복 숙달한다. 

모든 공수 지상훈련이 끝나고, 3주차에 총 4회의 강하를 실시한다. 1회는 비행선에서 실시하고, 나머지 3회는 항공기에서 실시한다. 각 기체의 특성 상 비행선은 정지상태를 유지할 수 있기 때문에 강하 시 시간을 좀 더 들일 수 있지만 항공기에선 기체가 계속 나아가기 때문에 좀 더 긴박한 분위기에서 지체없이 실시된다.

대한민국 육군 보병학교 부대마크

4회의 강하가 모두 실시되면 수료식을 끝으로 공수훈련이 종료된다.

#### 보병학교
공수훈련이 종료된 후 보병학교로 이동하여 5일간 전투관련 교육을 이수한다. 북한군의 전술 체계에 대해 배우고, 소대전투 이론을 배운다. 이것을 토대로 공격작전과 방어작전의 계획을 수립하는 과정을 거쳐 마지막 날 소대전투 공격작전 야외기동훈련(FTX)를 수행한다.

#### 국토순례
육군사관학교 3학년 생도는 백령도로 국토순례를 간다. 백령도는 대한민국 북서쪽, 인천광역시의 옹진반도 서쪽에 있는 섬으로, 대한민국에서 15번째로 넓은 섬이다. 북한과 가까이 위치해 있기 때문에 군사적 요충지이며, 대한민국 해병대 제 6여단이 주둔해있다. 육군사관생도들은 이 섬을 견학하여 백령도의 지리적 특징을 파악하고, 해병대의 역할과 더불어 육군과 해군의 합동 훈련의 중요성에 대해 배우게 된다.

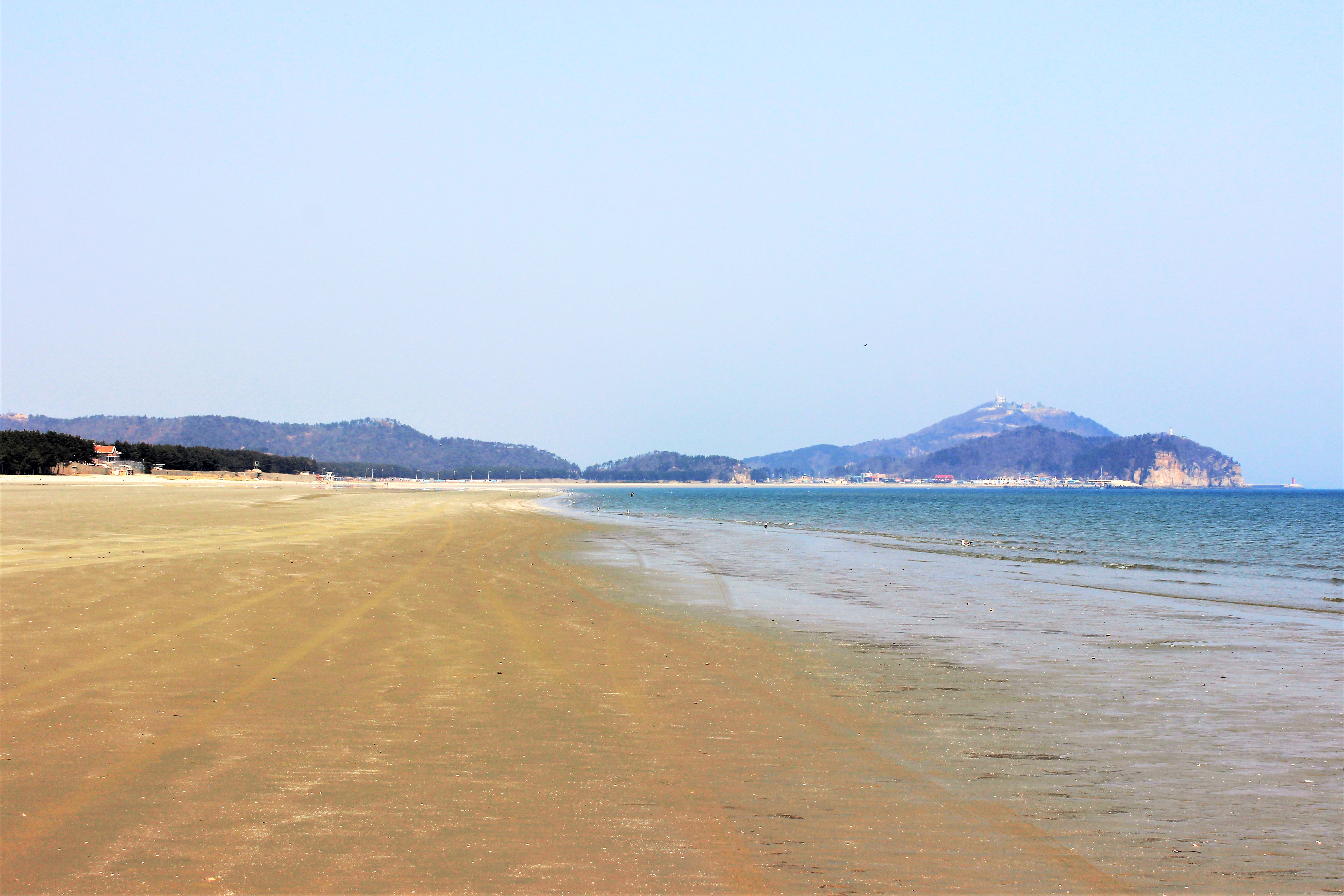
백령도

### 4학년
4학년 생도를 대상으로 하는 육군사관학교 하계 군사훈련은 육군사관학교와 각 병과학교 및 야전부대에서 진행한다. 4학년 생도들은 육군사관학교에서 군사연구보고서 작성을 작성하고 팀 프로젝트를 진행한다. 또한 하계 군사훈련 기간 동안 소대장 체험, 자신의 관심사에 맞게 병과를 선택하여 각 병과학교 및 야전부대에 가 도전형 군사훈련 프로그램을 경험한다.

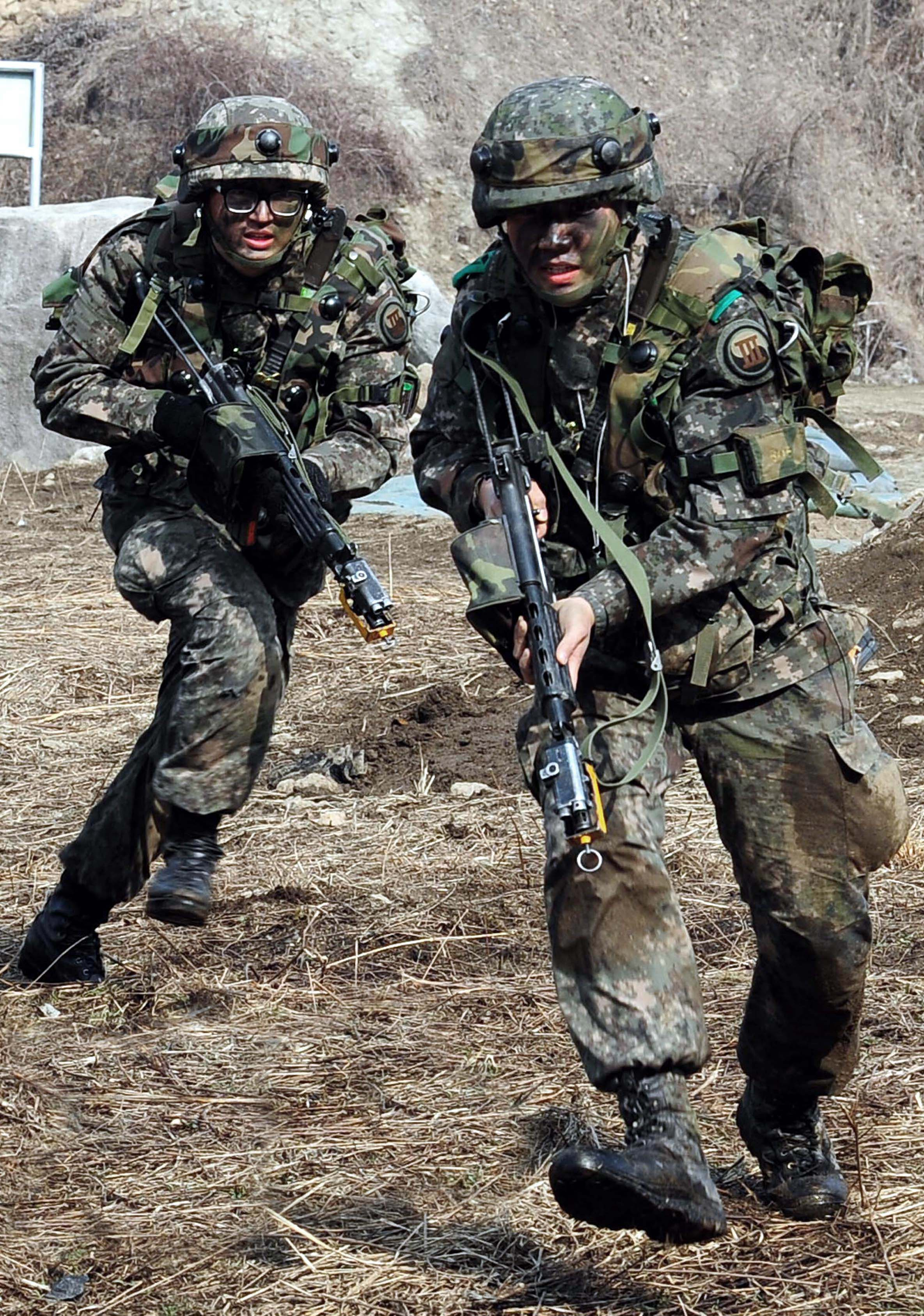
KCTC 훈련의 한 장면

#### 소대장 체험
4학년 생도들의 훈련 1주차에는 전방부대로 가 소대장 체험을 한다. 4학년 생도들은 곧 육군사관학교를 졸업해 각각 야전으로 가 소대장으로서 임무를 수행해야하기 때문에 생도로서 마지막 하계군사훈련 때 미리 전방부대의 소대장 체험 기회를 준다.

#### 도전형 군사훈련 프로그램
4학년 생도들의 하계군사훈련 2, 3주차 때에는 도전형 군사훈련 프로그램을 실시한다. 도전형 군사훈련 프로그램이란 다양한 군사훈련에 대한 도전과 성취를 통해 군사 전문성과 수월성 함양을 목적으로 시행하는 군사훈련과정이다. 4학년 생도들은 A조, B조로 나눠 도전형 군사훈련 프로그램을 받는다. A조는 육군대학, 방공학교, 공병학교, 화생방학교, 종합군수학교, KCTC, 미래혁신학교, 국방대학교 중에서 선택하고. B조의 도전형 군사훈련 프로그램은 포병학교, 기계화학교, 항공학교, 정보학교, 정보통신학교, 의무학교, 연합사단, 해병대, 특전사, 사이버사령부, 육군체력센터 중에서 선택해 훈련을 받는다. 이 도전형 군사훈련 프로그램은 각 과정별로 희망하는 병과와 연관된 생도를 우선 선발하여 참가 생도에게 강한 동기 유발과 전사적 기질을 함양하고 전문성과 자신감을 고취시키는 기회를 제공한다.

#### 임관종합평가 심화과정
4학년 생도들은 훈련 2, 3주차 때 도전형 군사훈련 프로그램과 함께 임관종합평가 심화과정 또한 받는다. 임관종합평가 심화과정은 소부대 과학화 전술훈련, 개인화기 사격(기초 / 전투), 그리고 교관화 실습(연구 / 평가)로 이루어져 있다. 소부대 과학화 전술훈련은 ARCPX(지휘통제훈련체계), MARS(정밀사격훈련체계)와 TAD(전술훈련체계), TCS(훈련통제시스템) 훈련체계를 기반으로하는 가상현실과 증강현실 기술을 이용한 훈련이다. 개인화기 훈련은 실거리 사격 훈련 등을 진행하고 교관화 실습 훈련은 제식 등의 평가를 통해 장교로서의 기질을 기르는 훈련이다.

#### 부대견학
육군사관학교 4학년 생도들은 이틀에 걸쳐 부대견학을 진행한다. 첫날은 11기동사단, 미사일사, 화력여단 중 한 곳, 둘째 날은 제 5포병여단, 드론봇전투단 중 한곳을 방문한다. 부대견학을 통해 앞으로 선택하게 될 병과 선정에도 참고하고 각 부대가 운용하는 화력무기나 부대의 특징 등을 배우게 된다. 

#### KCTC 훈련
대한민국 육군의 과학화 전투훈련체계. 전자장비를 사용한 대규모 모의전투 시스템과 고도로 훈련된 대항군 부대로 실전에 가까운 대규모 전투훈련을 제공한다. KCTC훈련을 통해 육군사관생도들은 야전에 나가기 전 모의 전투경험을 하고 나가는 셈이다. KCTC부대에서 제공하는 정규훈련과정을 거칠 경우 훈련준비기간 1주, 방어기간 1주, 공격기간 1주로 약 3주동안 진행된다. 하지만 생도들은 하계군사훈련 일정에 맞추어 견학을 진행해야 하기 때문에 실제 진행하는 훈련을 압축시켜 체험형식으로 짧게 진행하는 것이 보통이다. 

#### 전술행군
4학년의 하계군사훈련은 전술행군으로 끝이 난다. 무박 2일로 진행되는 행군은 약 100km가량을 이동하게 된다. 전술행군은 작전상 또는 훈련상의 요구에 따라서 군대가 '차량이나 도보'에 의하여 한 지역으로부터 다른 지역으로 이동하는 일이다. 단순히 군인들이 걸어서 어딜 간다고 모두 행군이라고 말하지는 않는다. 행군은 군사작전을 위해 부대 단위의 제대가 전투력을 이동시키는 것이며 엄연한 전술적인 행동을 지칭하는 것이기 때문이다. 부대가 전투력을 유지한 채로 움직여야 하니까 당연히 개인의 전투군장은 들고 가고, 군사작전이 하루 이틀 안에 이뤄지는 경우가 거의 없으니 도착지에서 주둔 가능한 완전군장으로 이동한다.  차량화/기계화가 되어있지 않은 부대라면 공용화기나 탄약, 식료품, 의료물자, 비밀문서, 기타 등등의 물자도 죄다 인력으로 들고 날라야 한다. 훈련목적상 걷는 거리도 기본 수십 km인 데다가, 요구되는 시간에 맞춰 작전을 수행해야 하니 최대한 빨리 걷는다.   

## 타사관학교 하계군사훈련

### 공군사관학교

#### 개요
하계군사훈련은 전 생도를 대상으로 매년 7월 4주간 실시하는 군사훈련이다. 이 훈련을 통해 사관생도는 유능한 간부로서 요구되는 전투체력과 군인정신을 함양하고 공중·지상·해상에서의 생존능력 및 실무수행 능력을 구비하게 된다.

#### 훈련목표
| 목표 | 공군 장교로서 갖춰야 할 강인한 체력과 부대 기본훈련, 군사실무 수행능력을 향상시키고,항공적성 함양 및 생존능력을 구비하며, 군사훈련에 대한 지휘 및 지도능력을 숙달 |

| 학년별 훈련목표 | 학년별 훈련목표                                                       |
| 구분            | 훈련목표                                                              |
| --------------- | --------------------------------------------------------------------- |
| 1 학 년         | 항공적성함양 및 수중 · 지상 생환능력 숙달                             |
| 2 학 년         | 전투체력 증진, 적과의 조우 상황 시 생환능력 향상 및 해양생환능력 숙달 |
| 3 학 년         | 공중생환능력 숙달                                                     |
| 4 학 년         | 비행환경적응 및 기본 비행절차 숙달                                    |

#### 학년별 주요훈련 내용
| 구분    | 주요내용                                                |
| ------- | ------------------------------------------------------- |
| 1 학 년 | 패러글라이딩 훈련, 수중생환훈련, 지상생환훈련, 기본훈련 |
| 2 학 년 | 유격, 해양생환훈련, 기본훈련                            |
| 3 학 년 | 공중생환훈련, 기본훈련                                  |
| 4 학 년 | 관숙비행, 비행환경적응훈련                              |

### 해군사관학교

#### 1학년 상륙작전 실습
1학년 상륙작전 실습의 모토(MOTTO)는 "No Pain, No Gain(고진감래)"이다. 실습목표는 상륙작전 및 해병대를 이해하고, 상륙전에 관한 기초 전기/전술을 습득하며, 군인으로서 기초체력과 정신력을 배양하는 것으로 4주간 진행된다.

#### 2학년 병 함정근무 및 해양체육 실습
2학년 병 함정근무 및 해양체육 실습의 모토(MOTTO)는 "Hands-on Navy(실무에 능한 해군)"이다. 실습의 목표는 병 함정 생활 체험을 통해 실무적응력을 배양하고, 해양체육실습(구조잠수, 요트체험)을 통해 해양성 강화 및 생존능력을 구비하는 것으로 4주간 진행된다.

#### 3학년 연안 실습
3학년 연안실습의 모토(MOTTO)는 "Embracing the Navy Spirit(해군정신함양)"이다. 실습의 목표는 함 운용 기본능력과 부사관 체험을 통해 함정실무능력을 배양하고 전ㆍ사적지 견학을 통한 안보관 및 정신무장을 강화하는 것으로 4주간 군함을 타고 우리나라 주요 항구를 방문하게 된다.

#### 4학년 순항훈련
4학년 순항훈련의 모토(MOTTO)는 "Professionalism(전문가 정신)"이다. 실습목표는 국가정책 및 국제적 안목을 배양하고, 초급장교의 임무수행능력을 구비하여 분대장 역할수행을 통해 부대관리능력을 배양하는 것으로 총 13~19주간 군함을 타고 세계를 항해하며, 군사외교가 필요한 주요국가 항만을 방문하게 된다.

## 참고 문헌
- 김세진, 《나를 외치다》, 북랩, 2016, ISBN 9791159870637
- 김재우, 「육사생도들의 신체적 역량 강화 방안 연구」, 『한국군사학논집』 제 71권 2호, 167-192.
- 한국자연공원협회, 「지도.독도요령」, 國立公園 no.14 , 1980년, pp.24 - 29.